# Royal Francs-Borains
Ne pas confondre avec l'ancien "Royal Francs Borains", porteur du matricule 167, devenu en 2008 le Royal Boussu-Dour Borinage.
Maillots
Actualités
Dernière mise à jour : 5 mars 2025.
Les Francs-Borains est un club de football belge, basé à Boussu-Bois dans le Borinage en Province de Hainaut. En raison d'un changement d'appellation à la suite du rachat du matricule 5192, le terme « Royal » ne peut temporairement plus être utilisé[réf. nécessaire].
Ce club provient d'un rachat/cession du « matricule 5192 », à la fin de la saison 2013-2014. À ce moment, le matricule 5192 est celui d'un cercle qui a la dénomination de Royal Charleroi Fleurus et fête ses 65 ans d'existence (fondation/affiliation à l'URBSFA en 1949).
Le club évolue en Challenger Pro League lors de la saison 2024-2025.

## Suite de fusions/relocalisations et changements d'appellations
Initialement créé en 1944, sous l'appellation Sporting Club Lambusart le matricule 5192 a connu plusieurs fusions amenant autant de relocalisation et de changements de sa dénomination.
- Sporting Club Lambusart (1949-1978), joue à Lambusart.
- Sporting Club Lambusart-Fleurus (1978-1999), joue à Lambusart.
- Royal Sporting Club Lambusart-Fleurus (1999-2002), joue à Lambusart.
- Royal Jeunesse Sporting Heppignies-Lambusart-Fleurus (2002-2012), joue à Heppignies (Trou à la Vigne)[2].
- Royal Jeunesse Sporting Heppignies-Lambusart-Fleurus (2012-2013), joue à Charleroi (stade de La Neuville).
- Royal Charleroi-Fleurus[3] (2013-2014), joue à Charleroi (stade de La Neuville).
- Francs Borains[4] (2014-...) joue à Boussu-Bois (stade Robert Urbain)

Jusqu'en 2002, le matricule 5192 évolue en « Jaune et Noir », avant de donner la préférence à la combinaison « Jaune/Orange/Noir » jusqu'en 2013. Lors de la saison 2013-2014, les couleurs officielles sont « Orange et Noir ». En 2014, après le déménagement vers le Borinage, le cercle reprend les couleurs « Vert et Blanc » de l'ancien club local.

## Le Club
- 1909 : 03/03/1909, fondation de ETOILE SPORTIVE FLEURUSIENNE.
- 1914 : 01/02/1914, ETOILE SPORTIVE FLEURUSIENNE s'affilia à l'UBSFA.
- 1926 : décembre 1926, ETOILE SPORTIVE FLEURUSIENNE se voit attribuer le matricule 99.
- 1929 : 22/04/1929, fondation de FLEURUS SPORTS. CE club s'affilie auprès de l'URBSFA le 28/08/1929 et se voit attribuer le matricule 1451.
- 1934 : 20/09/1934, ETOILE SPORTIVE FLEURUSIENNE (99) est reconnu « Société Royale ». Le club adapte sa dénomination en ROYALE ETOILE SPORTIVE FLEURUSIENNE (99), le 04/12/1934.
- 1944 : 15/04/1944, fondation de JEUNESSE SPORTIVE HEPPIGNIES. Ce club s'affilie auprès de l'URBSFA le 11/08/1944 et se voit attribuer le matricule 4123.
- 1949 : 30/03/1949, fondation de SPORTING CLUB LAMBUSART. Ce club s'affilie auprès de l'URBSFA le 19/08/1944 et se voit attribuer le matricule 5192.
- 1956 : 06/03/1956, reconnu « Société Royale », FLEURUS SPORTS (1451) adapte sa dénomination et devient ROYAL FLEURUS SPORTS (1451).
- 1962 : 25/07/1962, fondation de ROYALE ETOILE SPORTIVE FLEURUSIENNE (99) change sa dénomination officielle en ROYALE UNION SPORTIVE FLEURUSIENNE (99), à la suite d'un « rapprochement » avec ROYAL FLEURUS SPORTS (1451)(note foot 100 asbl : cette modification coïncide avec la disparition de ROYAL FLEURUS SPORTS (1451) fondé avec la dénomination FLEURUS SPORTS le 22/04/1929, affilié à l'URBSFA le 28/08/1929 en recevant le numéro matricule 1451, gratifié du titre de Société Royale le 06/03/1956 en changeant de dénomination en ROYAL FLEURUS SPORTS, démissionné le 15/11/1952. Il n'y eut pas de fusion officielle).
- 1978 : 01/07/1978, fusion de SPORTING CLUB LAMBUSART (5192) avec ROYALE UNION SPORTIVE FLEURUSIENNE (99) pour former SPORTING CLUB LAMBUSART-FLEURUS (5192). Le matricule 99 est radié.
- 1999 : 30/03/1999, reconnu « Société Royale », SPORTING CLUB LAMBUSART-FLEURUS (5192) adapte sa dénomination et devient ROYAL SPORTING CLUB LAMBUSART-FLEURUS (5192), le 01/07/1999.
- 2002 : 01/07/2002, fusion de ROYAL SPORTING CLUB LAMBUSART-FLEURUS (5192) avec JEUNESSE SPORTIVE HEPPIGNIES (4123) pour former ROYALE JEUNESSE SPORTING HEPPIGNIES-LAMBUSART-FLEURUS (5192). Le matricule 4123 est radié.
- 2013 : 15/05/2013, officialisation de la reprise de ROYALE JEUNESSE SPORTING HEPPIGNIES-LAMBUSART-FLEURUS (5192) par la direction du FOOTBALL CLUB CHARLEROI (94). En date du 01/07/2013, ROYALE JEUNESSE SPORTING HEPPIGNIES-LAMBUSART-FLEURUS (5192) change sa dénomination en ROYAL CHARLEROI FLEURUS (5192). Il n'y a pas fusion officielle et le matricule 94 est déclaré « à vendre ».
- 2014 : 15/05/2014, officialisation de la cession de matricule (5192) Le 01/07/2014, le ROYAL CHARLEROI FLEURUS (5192) devient FRANCS BORAINS (5192).

## Jonglage de matricules
La création de ce club se place dans une mouvance qui connaît son petit succès dans le football belge au début des années 2010: l'échange ou la revente de numéros de matricules. Pour rappel, en vertu du règlement de l'URBSFA, le « matricule » est l'élément déterminant de l'existence d'un club affilié. Un club n'existe que si un matricule lui a été attribué. Cette identité numérique désigne entre autres sa situation géographique et la division dans laquelle évolue son « équipe A ».
En fin de saison 2013-2014, le matricule 167 (alors Royal Boussu Dour Borinage) est vendu à des investisseurs, proches du FC Metz, qui souhaitent relocaliser le club dans la région liégeoise, à Seraing (où il devient Seraing United).
Les sympathisants et supporters de l'ancien club borain, qui se retrouvant sans club, trouvent un accord avec les gestionnaires du « matricule 5192 » (anciennement R. Jeunesse Sporting Lambusart-Fleurus devenue le Royal Charleroi-Fleurus en juillet 2013). Ceux-ci étant également détenteurs du « matricule 94 » (FC Charleroi jusqu'en juillet 2014), trouvent une source d'argent négociée afin de relancer le « 94 » qui est alors renommé Racing Charleroi Couillet Fleurus (RCCF).
Le « matricule 5192 » quitte donc Charleroi pour Boussu-Bois où il devient Francs Borains.

### Note complémentaire
Un cas de figure identique concernent le « matricule 4133 » du SK Terjoden-Wellen qui est cédé aux dirigeants du Racing Club Schaerbeek (matricule 7102), sportivement relégué en 2e Provinciale - 6e niveau - mais qui récupère une place en Promotion - 4e niveau -, sous la dénomination Renaissance Club Schaerbeek sous le matricule 4133.

### Identité visuelle
Le club se dote d’un nouveau logo à l'aube de la saison 2021-2022, pour moderniser son identité visuelle et célébrer la naissance du premier club de football à Boussu, en 1921. Le nouveau logo comporte de multiples références à l’histoire du Borinage et du football boussutois.
La figure centrale est celle du roi franc Clovis, inspirée, comme le nom du club, d'un ancien mineur, joueur puis entraîneur très apprécié à Élouges qui se prénommait Clovis.
On retrouve aussi la fleur de lys, symbole royal datant des Francs, le haut de l'écu en forme de terril pour rappeler le passé minier de la région, les couleurs vert-blanc-noir des anciennes entités (le SC Boussu-Bois et le FC Elouges) qui ont donné naissance au RFB, et l’année fondatrice.

#### Historique des logos du Royal Francs Borains

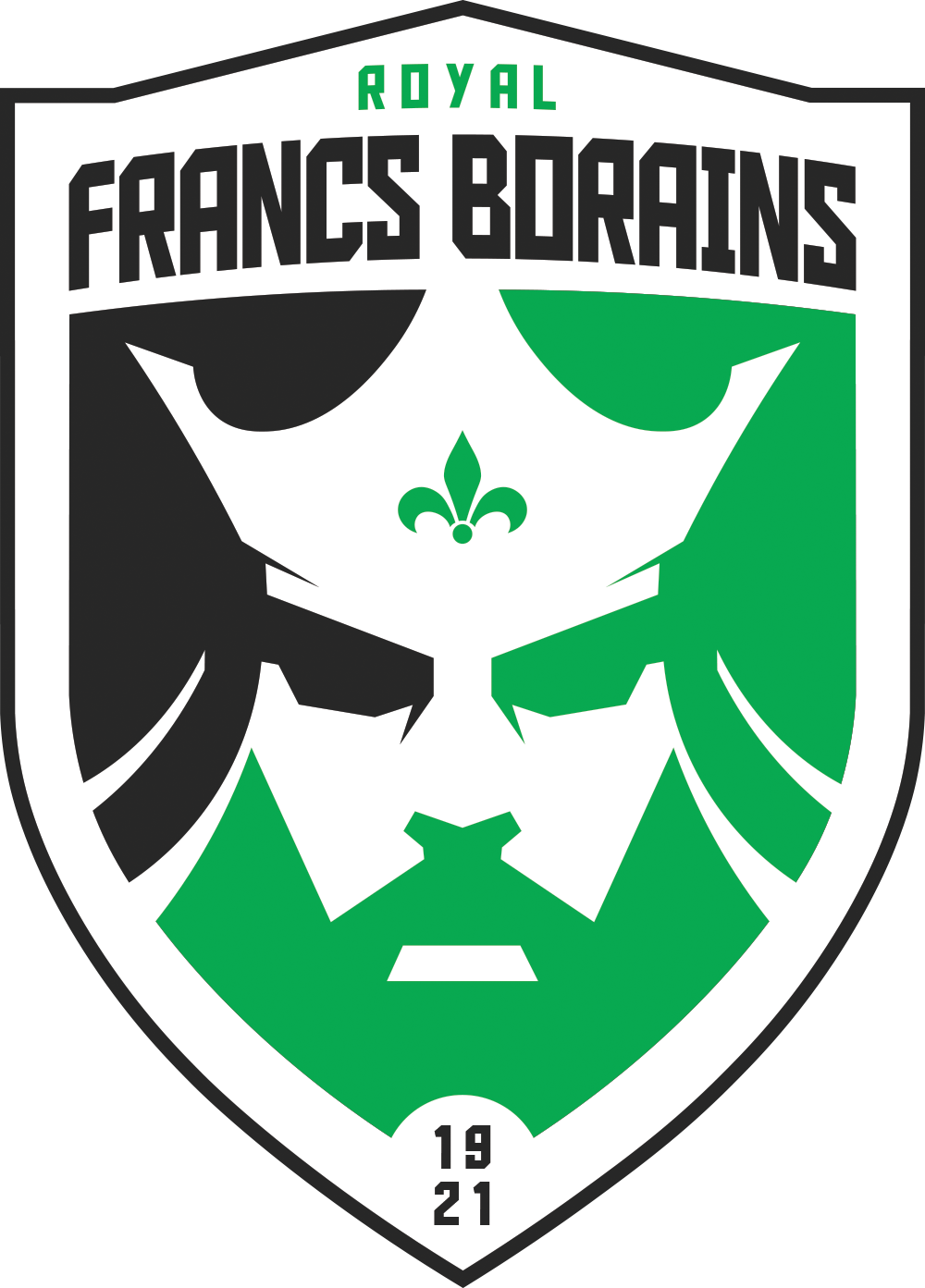
2021-2023
Depuis 2023

## Résultats dans les divisions nationales
Statistiques mises à jour le 3 décembre 2024 (terme de la saison 2023-2024)

### Bilan
| Niv | Divisions     | Jouées | Titres | TM Up | TM Down |
| --- | ------------- | ------ | ------ | ----- | ------- |
| I   | 1re nationale | 0      | 0      |       |         |
| II  | 2e nationale  | 1      | 0      |       |         |
| III | 3e nationale  | 7      | 0      |       |         |
| IV  | 4e nationale  | 15     | 1      | 2     | 1       |
| V   | 5e nationale  | 2      | 0      | 2     |         |
|     |               |        |        |       |         |
|     | TOTAUX        | 25     | 1      | 4     | 1       |

- TM Up : test-match pour départager des égalités, ou toutes formes de Barrages ou de Tour final pour une montée éventuelle.
- TM Down : test-match pour départager des égalités, ou toutes formes de Barrages ou de Tour final pour le maintien.

### Classements
| Ordre               | Saison  | Nom du club                        | Niveau                          | Classement final | Remarques               |
| ------------------- | ------- | ---------------------------------- | ------------------------------- | ---------------- | ----------------------- |
| 1                   | 1996-97 | R. SC Lambusart-Fleurus            | Promotion série D               | 15e/16           | Relégué!                |
| séries provinciales |         |                                    |                                 |                  |                         |
| 2                   | 1998-99 | R. SC Lambusart-Fleurus            | Promotion série D               | 11e/16           |                         |
| 3                   | 1999-00 | R. SC Lambusart-Fleurus            | Promotion série D               | 11e/16           |                         |
| 4                   | 2000-01 | R. SC Lambusart-Fleurus            | Promotion série D               | 7e/16            |                         |
| 5                   | 2001-02 | R. SC Lambusart-Fleurus            | Promotion série D               | 12e/16           |                         |
| 6                   | 2002-03 | R. JS Heppignies-Lambusart-Fleurus | Promotion série D               | 5e/16            |                         |
| 7                   | 2003-04 | R. JS Heppignies-Lambusart-Fleurus | Promotion série D               | 14e/16           | Relégué!                |
| séries provinciales |         |                                    |                                 |                  |                         |
| 8                   | 2005-06 | R. JS Heppignies-Lambusart-Fleurus | Promotion série D               | 4e/16            |                         |
| 9                   | 2006-07 | R. JS Heppignies-Lambusart-Fleurus | Promotion série A               | 14e/16           | Relégué après barrages! |
| séries provinciales |         |                                    |                                 |                  |                         |
| 10                  | 2008-09 | R. JS Heppignies-Lambusart-Fleurus | Promotion série A               | 8e/16            |                         |
| 11                  | 2009-10 | R. JS Heppignies-Lambusart-Fleurus | Promotion série A               | 2e/16            | Promu via tour final!   |
| 12                  | 2010-11 | R. JS Heppignies-Lambusart-Fleurus | Division 3 série B              | 11e/18           |                         |
| 13                  | 2011-12 | R. JS Heppignies-Lambusart-Fleurus | Division 3 série A              | 9e/18            | [ saisons 3 ]           |
| 14                  | 2012-13 | R. JS Heppignies-Lambusart-Fleurus | Division 3 série B              | 10e/19           |                         |
| 15                  | 2013-14 | R. Charleroi-Fleurus               | Division 3 série B              | 17e/18           | Relégué!                |
| 16                  | 2014-15 | (R.) Francs Borains                | Promotion série B               | 2e/16            | Tour final!             |
| 17                  | 2015-16 | (R.) Francs Borains                | Promotion série B               | 12e/16           | Relégué                 |
| 18                  | 2016-17 | (R.) Francs Borains                | Division 3 Amateur ACFF série A | 3e/14            | Tour final!             |
| 19                  | 2017-18 | (R.) Francs Borains                | Division 3 Amateur ACFF série A | 2e/16            | Promu via tour final!   |
| 20                  | 2018-19 | (R.) Francs Borains                | Division 2 Amateur ACFF         | 4e/16            | Tour final!             |
| 21                  | 2019-20 | (R.) Francs Borains                | Division 2 Amateur ACFF         | 1re/16           | Promu !                 |
| 22                  | 2020-21 | (R.) Francs Borains                | Nationale 1                     | N/A              | Saison annulée !        |
| 23                  | 2021-22 | R. Francs Borains                  | Nationale 1                     | 13e/15           |                         |
| 24                  | 2022-23 | R. Francs Borains                  | Nationale 1                     | 3e/20            | Promu !                 |
| 25                  | 2023-24 | R. Francs Borains                  | Division 1B                     | 14e/16           |                         |
| 26                  | 2024-25 | R. Francs Borains                  | Division 1B                     | .../16           |                         |

## Logos de l'histoire du club

Logo n°1
Logo n°2
Logo n°3
Logo n°4
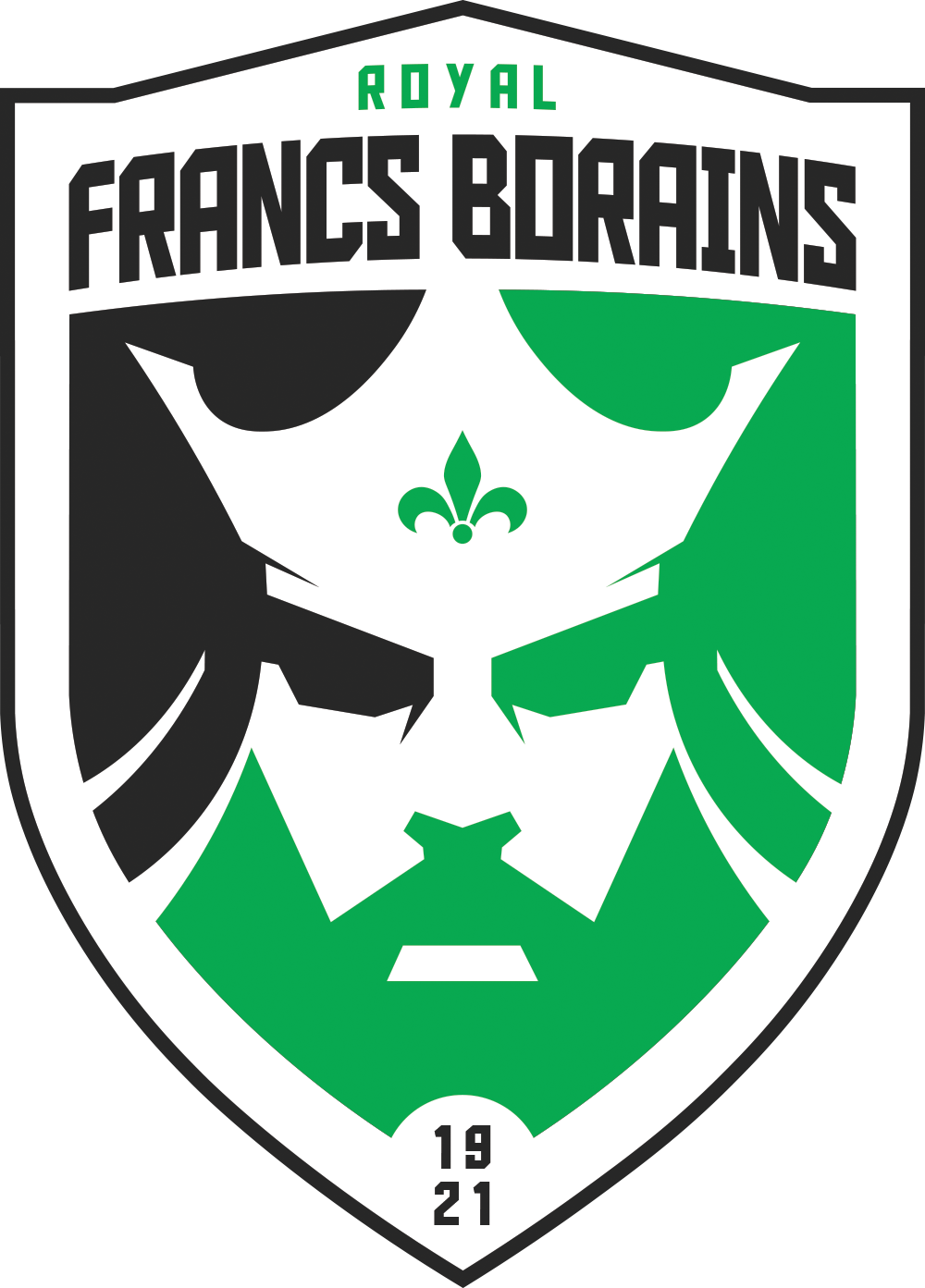
Logo n°5
Logo n°6